# Nicolas Fattusz
Nicolas Fattusz – libański prawnik i polityk, katolik-melchita. 

## Życiorys
Nicolas Fattusz urodził się w 1943 r. w Zahli, w Dolinie Bekaa. Studiował prawo na Uniwersytecie Świętego Józefa i Uniwersytecie Libańskim w Bejrucie. Później podjął studia doktoranckie na francuskim Université d’Aix-Marseille III. W 1970 r. powrócił do Libanu i podjął praktykę zawodową. Od 1992 r. sprawuje mandat deputowanego do libańskiego parlamentu z rodzinnego okręgu. W latach 1992–1998 był ministrem turystyki w rządach Rafika al-Haririego, a 13 czerwca 2011 r. został mianowany sekretarzem stanu ds. parlamentu w drugim rządzie Nadżiba Mikatiego.